# Le Privilège du prêtre
Le Privilège du prêtre (titre original : The Priestly Prerogative) est une nouvelle américaine de Jack London publiée aux États-Unis en 1899.

## Historique
La nouvelle est publiée initialement dans le mensuel Overland Monthly de juillet 1899, avant d'être reprise dans le recueil Le Fils du loup en avril 1900.

## Éditions

### Éditions en anglais
- The Priestly Prerogative, dans Overland Monthly, juillet 1899.
- The Priestly Prerogative, dans le recueil The Son of the Wolf, Boston, Houghton Mifflin Company, avril 1900.

### Traductions en français
- Le Privilège du prêtre traduit par M. S. Joubert in Le Fils du loup, Paris, L’Édition Française illustrée, 1920.

## Sources
- http://www.jack-london.fr/bibliographie